# فالنتينا إيفانوفا
فالنتينا إيفانوفا (الروسية: Валентина Иванова) هي منافسة ألعاب القوى روسية، ولدت في 10 مايو 1963.

## وصلات خارجية
- فالنتينا إيفانوفا على موقع الاتحاد الدولي لألعاب القوى (الإنجليزية)
- فالنتينا إيفانوفا على موقع اللجنة الأولمبية الدولية (الإنجليزية)
- فالنتينا إيفانوفا على موقع أوليمبيديا (الإنجليزية)